# Aeroportul Municipal Banning
Aeroportul Municipal Banning (IATA: BNG, ICAO: KBNG, FAA LID: BNG) este un aeroport din California, Statele Unite ale Americii ce deservește zona Banning⁠(d). A fost numit după zona deservită.
Situat la o altitudine de 676 m, aeroportul dispune de 1 pistă.

## Infrastructură

### Piste
Aeroportul dispune de o singură pistă. Pista 8/26 are suprafața de asfalt și dimensiunile 4.955 picioare × 100 picioare. 